# Денисковичи (Брестская область)
Дени́сковичи (бел. Дзяні́скавічы) — деревня в Ганцевичском районе Брестской области Беларуси. Административный центр и единственный населённый пункт в составе Денисковичского сельсовета. Население — 778 человек (2019).

## География
Денисковичи находятся в 20 км к востоку от Ганцевичей и в 7 км к юго-западу от юго-западной оконечности водохранилища Локтыши. Деревня окружена заболоченными лесами и частично мелиорированными территориями. В деревню ведёт местная автодорога из села Большие Круговичи. Местность принадлежит бассейну Днепра, вокруг деревни есть сеть мелиоративных канав со стоком в канал Стрижево, а оттуда — в Цну. Ближайшая ж/д станция — в Ганцевичах (линия Барановичи — Лунинец).

## История
Первое упоминание о Денисковичах  с 1440-1447 годов, когда великий князь Казимир пожаловал Ивашко Судимонтовичу «землю» (охотничье угодье) «в Денисковичах» и «человека» в Клецкой волости. После второго раздела Речи Посполитой (1793) в составе Российской империи, в Слуцком уезде Минской губернии.
Согласно Рижскому мирному договору (1921) деревня вошла в состав межвоенной Польши, где принадлежала Лунинецкому повету Полесского воеводства. С 1939 года в составе БССР.
Во время Великой Отечественной войны, в период с 30 июня 1941 года по 7 июля 1944 года находилась в немецкой оккупации. 150 жителей села погибли в войну, в 1964 году в их память в сквере у Дома Культуры насыпан курган и установлен обелиск.

## Культура
- Историко-краеведческий музей на базе средней школы

## Достопримечательности
- Курганные могильники. Три могильника, расположены, соответственно, в 3, 4 и 5 км от деревни. Раскопки не проводились, но по внешним признакам могут быть отнесены к захоронениям дреговичей XI—XIII веков[5]. Включены в Государственный список историко-культурных ценностей Республики Беларусь[6].
- Памятник землякам, погибшим в Великую Отечественную войну (Курган Славы)
- Братская могила советских воинов и партизан. На могиле памятник — скульптура воина.
- Памятный знак на месте гибели польского военного деятеля, полковника Эусебиуша Болеслава Мосцицкого
- Урочище Избийский (Узбийский, Избицкий) Бор. Расположена Свято-Успенская церковь